# Zdobycie Vigo (1719)
Zdobycie Vigo – starcie zbrojne, które miało miejsce w roku 1719 w trakcie wojny czwórprzymierza.
Dnia 6 października 1719 r. flota angielska dowodzona przez wiceadmirała Jamesa Mighelsa i płk. Richarda Cobhama (6 okrętów liniowych) wysadziła desant żołnierzy w portowym mieście Vigo. Po drodze Anglicy nie napotkali oporu, spotykając jedynie oddział uzbrojonych wieśniaków, którzy wycofali się w góry. Widząc nadciągających Anglików, obrońcy Vigo zagwoździli działa i wycofali się do cytadeli, gdzie po krótkim oporze skapitulowali dnia 21 października. Po wejściu do miasta Anglicy obrabowali i spalili Vigo odpływając ze zrabowaną zdobyczą.